# Centrotypus neocornis
Centrotypus neocornis är en insektsart som beskrevs av Chou och Yuan. Centrotypus neocornis ingår i släktet Centrotypus och familjen hornstritar. Inga underarter finns listade i Catalogue of Life.